# 데마스뒤트

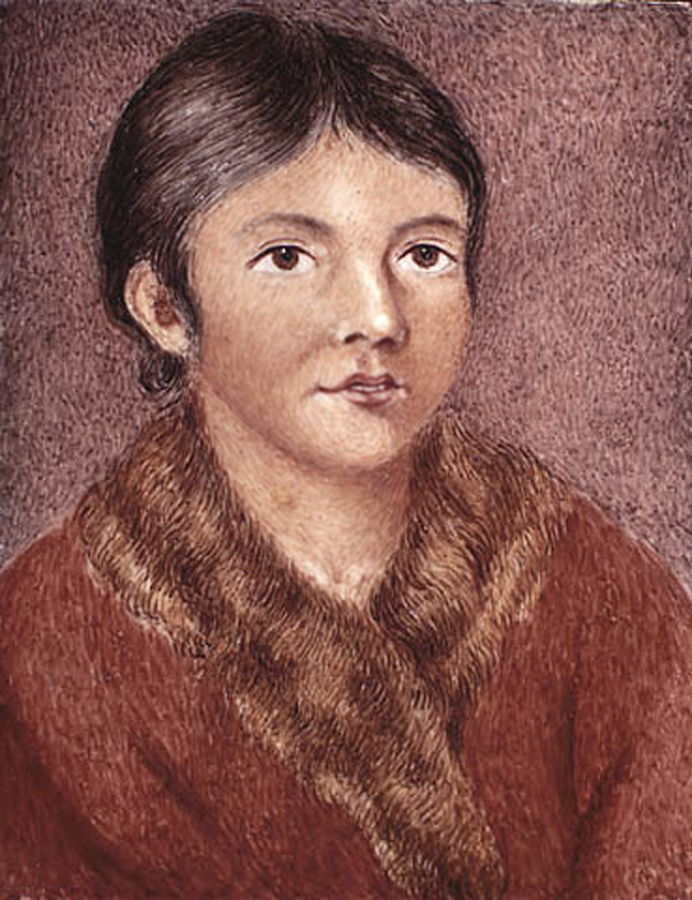
캐나다 도서관 자료에 소장된 데마스뒤트(매리 마치)의 초상

데마스뒤트(Demasduit)는 지금의 캐나다 뉴펀들랜드섬 토착민인 베오투크 여성으로 베오투크의 마지막 생존자이다.

## 생애
18세기 끝 무렵에 태어났다. 베오투크인들은 낯선 유럽인들과의 접촉에서 자주 적의를 드러냈고, 그 결과 되풀이되는 무력충돌 속에서 점차 몰락의 길을 걸었다. 유럽인들은 바닷가 근처를 차지했는데, 이것은 베오투크인들이 먹을 것을 얻는 길을 막아 곤경에 몰아넣었다.
1818년 가을에 베오투크인 한 무리가 작은 보트를 탈취하여 익스플로이츠 강(Exploits River) 어구에서 고기잡이를 했다. 식민지 총독이었던 찰스 해밀튼은 도둑맞은 보트를 되찾아올 것을 명령했고, 1819년 3월 1일에 존 페이튼 Jr 외 여덟 명의 무장한 사내들이 익스플로이츠 강에서 레드인디언 호수에 걸쳐 베어투크인들과 보트를 찾아나섰다. 개중에 데마스뒤트가 끼어 있었다. 백인들에게 발각되자, 데마스뒤트는 가슴을 드러내어 자신이 아기를 가진 엄마임을 알리고 살려줄 것을 빌었다. 데마스뒤트는 포로로 잡혔고 남편이면서 리더격이었던 노노스바우수트는 그녀를 지키려다 죽음을 맞았다. 데마스뒤트의 갓난아이는 그녀가 잡힌 며칠 뒤 숨을 거뒀다.
데마스뒤트는 트윌링게이트로 옮겨져 잠시 동안 영국 장로교 목사인 존 레이의 교회에서 살았다. 거기서 존 레이는 그녀를 매리 마치(Mary March)라는 이름으로 개명했는데, 성 매리와 그녀가 사로잡힌 달의 이름을 딴 것이었다.
데마스뒤트는 존 신부에게 데려가져 1819년 봄에 존 신부와 더불어 지냈으며, 그곳에 있으면서 해밀턴 부인이 그린 초상화가 현재 남아있는 그녀의 초상화이다. 1819년 여름에는 그녀를 부족에게 되돌려 보내려는 시도들이 있었으나 성공하지는 못했다. 레드인디언 호수로 출발할 예정이었던 데이빗 부천 선장에게 존 목사네 식구들과 다른 사람들이 웃돈을 쥐어주고 그녀를 집으로 데려다 달라고 부탁했으나, 데마스뒤트는 배에서 결핵으로 죽었다. 그녀의 주검은 레이크쇼어에 있는 작은 오두막에 남겨졌고, 부족 사람들이 발견하여 2월에 옮겨져 이미 죽은 남편과 아이 곁에 묻혔다. 그때 베어투크 부족은 서른 한 명 정도만 남아 있는 상태였다.

## 유산
데마스뒤트는 유럽인들과 함께 있으면서 영어를 조금 배우고 약 200여개의 베오투크어 낱말을 가르쳐 주었다.
데마스뒤트의 조카인 샤나우디티트는 마지막 베오투크인으로서, 죽음과 함께 그의 부족은 역사 속으로 사라졌다.
뉴펀들랜드에 있는 그랜드폴스인저 마을의 매리 마치 박물관이 그녀의 이름을 따 만들어졌다. 2006년 5월에는 코너 오드리스콜외 초등 2학년 학생들이 박물관 이름을 그녀의 본명인 "데마스뒤트"로 바꾸자는 서명운동을 했다.